# Skate Canada International 2019
El Skate Canada International 2019 fue una competición internacional de patinaje artístico sobre hielo, la segunda del Grand Prix de patinaje artístico sobre hielo de la temporada 2019-2020. Tuvo lugar en Kelowna, entre el 25 y el 27 de octubre de 2019. Se realizaron competiciones en las modalidades de patinaje individual masculino, femenino, patinaje en parejas y danza sobre hielo, y sirvió como clasificatorio para la Final del Grand Prix.

## Resultados

### Masculino
| Pos. | Nombre       | Total  | Programa corto | Programa corto | Programa libre | Programa libre |
| ---- | ------------ | ------ | -------------- | -------------- | -------------- | -------------- |
| 1    | Yuzuru Hanyu | 322.59 | 1              | 109.60         | 1              | 212.99         |
| 2    | Nam Nguyen   | 262.77 | 3              | 84.08          | 2              | 178.69         |
| 3    | Keiji Tanaka | 250.02 | 5              | 80.11          | 3              | 169.91         |

### Femenino
| Pos. | Nombre            | Total  | Programa corto | Programa corto | Programa libre | Programa libre |
| ---- | ----------------- | ------ | -------------- | -------------- | -------------- | -------------- |
| 1    | Alexandra Trusova | 241.02 | 3              | 74.40          | 1              | 166.62         |
| 2    | Rika Kihira       | 230.33 | 1              | 81.35          | 2              | 148.98         |
| 3    | You Young         | 217.49 | 2              | 78.22          | 4              | 139.27         |

### Parejas
| Pos. | Nombre                                  | Total  | Programa corto | Programa corto | Programa libre | Programa libre |
| ---- | --------------------------------------- | ------ | -------------- | -------------- | -------------- | -------------- |
| 1    | Aleksandra Boikova / Dmitrii Kozlovskii | 216.71 | 1              | 76.45          | 1              | 140.26         |
| 2    | Kirsten Moore-Towers / Michael Marinaro | 208.49 | 2              | 75.50          | 2              | 132.99         |
| 3    | Evgenia Tarasova / Vladimir Morozov     | 202.29 | 3              | 73.57          | 3              | 128.72         |

### Danza
| Pos. | Nombre                            | Total  | Programa corto | Programa corto | Programa libre | Programa libre |
| ---- | --------------------------------- | ------ | -------------- | -------------- | -------------- | -------------- |
| 1    | Piper Gilles / Paul Poirier       | 209.01 | 2              | 82.58          | 1              | 126.43         |
| 2    | Madison Hubbell / Zachary Donohue | 206.31 | 1              | 83.21          | 2              | 123.10         |
| 3    | Lilah Fear / Lewis Gibson         | 195.35 | 4              | 76.67          | 3              | 118.68         |